# Arunah Shepherdson Abell

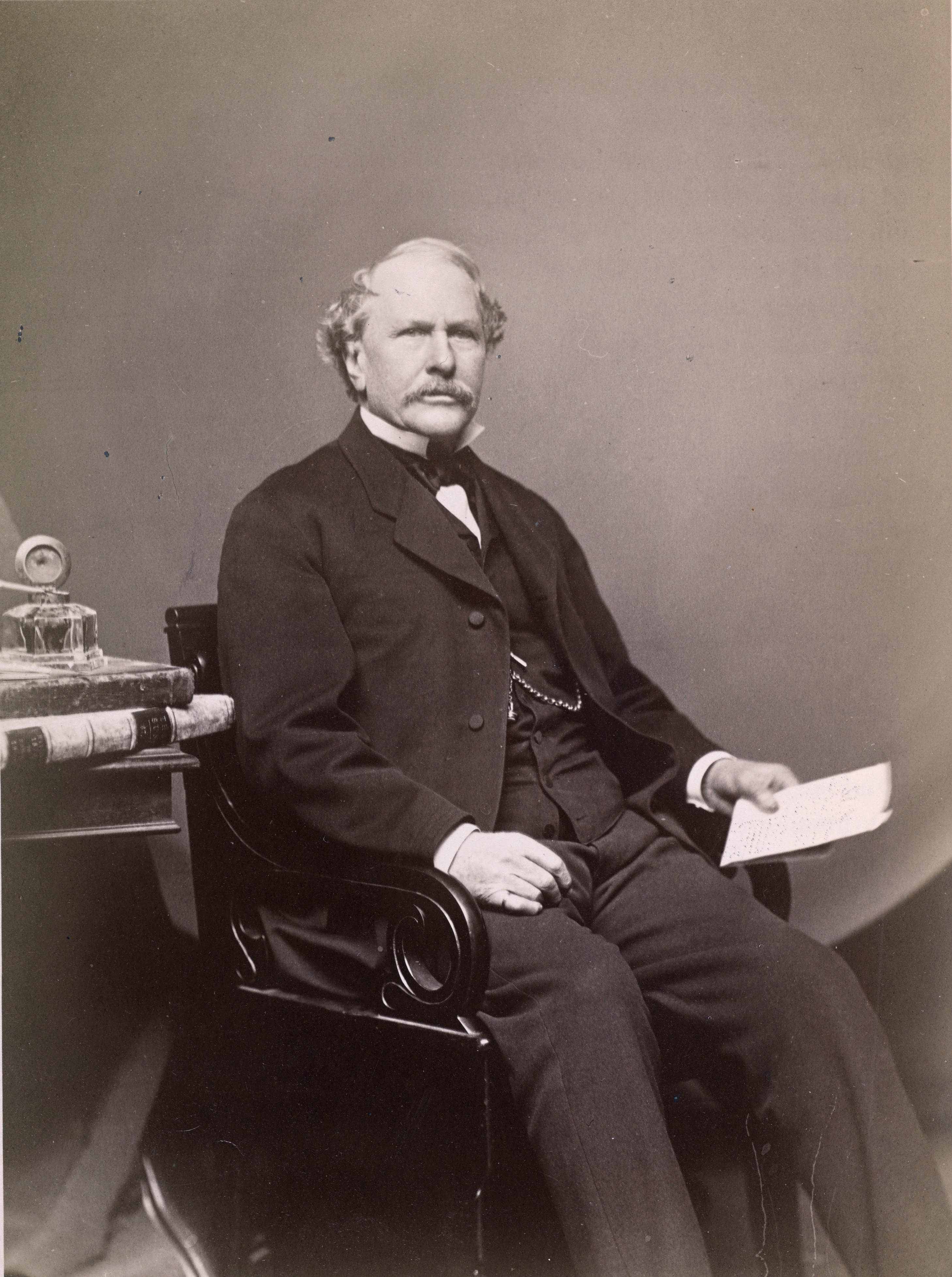
Arunah Abell, 1871

A. S. Abell, vollständiger Name Arunah Shepherdson Abell (* 10. August 1806 in East Providence, Rhode Island; † 19. April 1888 in Baltimore, Maryland), war ein US-amerikanischer Redakteur und Zeitungsverleger. Zusammen mit zwei weiteren Investoren gründete er den Philadelphia Public Ledger und die Baltimore Sun.
Abell war ein innovativer Zeitungsverleger, der alle damals verfügbaren Systeme und Technologien zur Nachrichtenvermittlung einsetzte: Pony-Express und Telegrafie zur schnellen Übertragung von Nachrichten, sowie eine neue Rotationspresse zur Herstellung der Zeitungen.

## Leben
Abell beendete die Schule im Alter von 14 und arbeitete als Verkäufer in einem Geschäft für Karibikwaren. Er beschloss Drucker zu werden und begann 1822 eine Ausbildung beim Providence Patriot. Danach eröffnete er Druckereien in Boston und New York. In Philadelphia sah er die Chance für die Herausgabe eines Groschenblattes und gründete 1836 zusammen mit seinen Partnern William M. Swain und Azariah H. Simmons den Public Ledger. Innerhalb von zwei Jahren übernahm die Zeitung ihre Rivalin Philadelphia Transcript. 1837 gründete Abell die Baltimore Sun, die nach einem Jahr bereits 12.000 Abonnenten hatte. Zielgruppe sowohl des Public Ledger als auch der Sun war die Arbeiterklasse. Der Ledger ging im Gegensatz zur Sun jedoch deutlich freier mit Skandalen und Sensationen um. Als Manager der Sun arbeitete Abell mit den Herausgebern der New Orleans Daily Picayune zusammen und etablierte einen Pony-Express (eine Reiterstaffette als System von Reiterstationen), um die Nachrichtenübertragung zwischen Baltimore und New Orleans zu beschleunigen.
Einen historischen Erfolg verbuchte dieser Express, als er – noch bevor die US-Regierung davon wusste – in Baltimore die Neuigkeit vom Sieg der US-Army im mexikanischen Veracruz verkündete. Abell übermittelte den Sieg per Telegramm an Präsident James K. Polk. Er ermutigte Samuel F. B. Morse auch dazu, den Telegrafen zu entwickeln und war einer seiner enthusiastischsten Pionieranwender.
Abell schöpfte die technischen Möglichkeiten seiner Zeit voll aus und nutzte Telegrafenmaschinen, aber auch Brieftauben, um die Übermittlung von Nachrichten zu beschleunigen. Unter seiner Leitung wurde die Baltimore Sun die erste US-amerikanische Zeitung, bei der eine Rotationspresse zum Einsatz kam. Als 1861 der amerikanische Bürgerkrieg begann, hatte die Sun eine geschätzte Auflage von 30.000. Abell leitete die Sun bis zu seinem Tod.